# اسپاگتی باربیکیو
اسپاگتی باربیکیو غذایی از ممفیس، تنسی است که اسپاگتی را با سس تهیه شده از گوشت خوک دودی خرد شده یا گوشت خوک کشیده، سبزیجات و سس تنوری ترکیب می‌کند. در برخی از رستوران‌های باربیکیو ممفیس به عنوان غذای جانبی سرو می‌شود. Southern Living این غذا را نمادین و «شاید غیرمعمول‌ترین خلق شهر» نامید. HuffPost آن را «یک کالای اصلی ممفیس» نامید.

## تهیه و سرو
اسپاگتی باربیکیو را می‌توان با گوشت خوک کشیده یا گوشت خوک دودی رنده شده درست کرد. «نیم سس مارینارا و نیم سس باربیکیو» است، گاهی با پیاز و فلفل همراه است، و قبل از افزودن گوشت خوک می‌پزد. قوام آن نزدیک به سس باربیکیو است. اسپاگتی پخته می‌شود تا نرم شود، سپس در سس تند ریخته می‌شود. این غذا به عنوان پیش غذا و گاهی به عنوان غذای اصلی سرو می‌شود.

## تاریخچه
این غذا توسط آشپز سابق راه‌آهن بردی وینسنت اختراع شد که یک رستوران باربیکیو به نام بردی و لیلز افتتاح کرد. در سال ۱۹۸۰، فرانک و هیزل ورنون رستوران را خریدند و نام آن را به فروشگاه باربیکیو تغییر دادند. وینسنت همچنین دستور تهیه اسپاگتی باربیکیو را به جیم نیلی، که Bar-BQ بین ایالتی را در اواخر دهه ۱۹۷۰ افتتاح کرد، آموزش داد. بین ایالتی دستور پخت سس را اصلاح کرد و «گوشت پشتی اضافی» را از یک قفسه دنده اضافه کرد و آن را در یک قابلمه با فلفل و پیاز پخت.
رستوران ایالت پارک در کمبریج، ماساچوست، یک «اسپاگتی باربیکیو ممفیس» را سرو می‌کند که از گوشت خوک کشیده شده در مارینارا استفاده می‌کند که از سس باربیکیو به عنوان پایه آن استفاده می‌کند.

## غذاهای مشابه
به گفته جان شلتون رید، «اسپاگتی باربیکیو به اسپاگتی بولونیزی است، همان‌طور که فلفل سینسیناتی از انواع تکس-مکس است». اسپاگتی فیلیپینی، اسپاگتی است که با سس کچاپ موز سس شده و روی آن هات داگ قرار داده شده‌است.